# تل أخضر
تل أخضر أو تل الأخضر هي إحدى القرى اللبنانية من قرى قضاء زحلة في محافظة البقاع.
- تبعد عن بيروت 57 كلم
- ترتفع عن البحر 870 مترا.